# Claire Koç
Pour les articles homonymes, voir Koç.
Claire Koç, née Çigdem Koç, en 1983 en Turquie, dans la province de Tunceli, est une journaliste et écrivaine française.

## Biographie

### Enfance et formation
La famille de Claire Koç vient de la minorité alévie, une branche de l'Islam. Elle naît en Anatolie et ses parents, fuyant la persécution religieuse, viennent, avec leur fille d'un an, se réfugier en France. Ils habitent à Rennes, puis à Strasbourg dans le quartier Cronenbourg. La mère de Claire Koç est femme de ménage tandis que son père est ouvrier.
Elle étudie les langues étrangères à l'université de Strasbourg.

### Carrière de journaliste
Claire Koç est invitée à s'exprimer sur le vote de la communauté turque de l'étranger, largement en faveur de la réélection de Recep Tayyip Erdoğan en mai 2023,.
Elle est journaliste pour France Télévisions.

### Premier livre
La parution de son livre en 2021, Claire, le prénom de la honte, lui vaut des menaces de mort de la part d'activistes pro-turcs, ce qui conduit à sa mise sous protection policière. Elle porte plainte contre ces militants et reçoit les soutiens de personnalités politiques telles que Rachid Temal et Valérie Boyer.
Dans ce livre, elle décrit son émancipation et son assimilation à la culture française en dépit du contexte familial et des difficultés d'intégration. À ce titre, elle fait partie d'un certain nombre de personnalités issues de l'immigration telles que Sonia Mabrouk, Rachel Khan et Ismaël Saidi, attachée à la culture française. Le Monde compare son expérience à celle de la Néerlandaise Lale Gül. Le livre est accueilli favorablement par la critique.

### Deuxième livre
En 2023 paraît Le jour où je me suis convertie, où elle raconte sa conversion au catholicisme,, entamée en septembre 1989 lorsqu'elle rentre dans une église et voit une représentation du visage de la Vierge Marie.

### Vie privée
En 2008, elle devient française ,et change officiellement de prénom en optant pour Claire,.

## Publications
- Claire Koç, Claire, le prénom de la honte, éditions Albin Michel, 2021, 203 p. (ISBN 978-2-226-46047-9, lire en ligne)
- Claire Koç, Le jour où je me suis convertie, éditions Plon, 2023, 192 p. (ISBN 978-2259317825, lire en ligne)